# Лунмън
 Тази статия е за планината в Китай.  За пещерата вижте Лунмън (пещера).  
Лонмън Шан, планина Лонмън или Лонмън планина е планина в провинцията Шанси, Китай. През март-април 2010 наводнението в каменовъглената мина Уандзялин се случва именно в тази планина.

## География
Лонмън Шан е мястото, където Жълтата река внезапно напуска огромното пространство на Льосово плато, което се разпростира северно и западно от планината, за да навлезе в равнината, която се свързва едновременно с басейна на реката Линфън (?) и с равнината Гуанджун на югозапад. По този начин планината е част от южния край на Льосовото плато. В същото време, тя образува югозападната крайна точка на планините Люлян, диапазон, който върви успоредно на реката, която се влива на юг.
Мястото на югозападния връх на Лонмън Шан, където Жълтата река си пробива път се нарича Юмънкоу (китайски:禹門口; пинин: Юменкоу; „портата на Ю“. Тук три моста обхващат Жълтата река. Тъй като няма други мостове наблизо, нито надолу, нито на оре по течението на реката, това е единствената сухопътна връзка от окръг Сяннин и Хъдзин (в провинция Шанси) през реката до Ханчън (в провинция Шънси), откъдето идва името Сян-Хан Жълтата река мост (на китайски: 乡韩黄河大桥).
От Юмънкоу, Лонмън Шан се простира в права посока на североизток и след това леко се извива на изток към противоположния си край, където дерето Циншъ Ю (китайски: 青石峪) си пробива път към равнината, разделяйки Лонмън Шан от останалите Люлян планини.

## Администрация
В административно отношение, основната част на Лонмън Шан попада в окръга на град Хъдзин, в градската префектура Юнчън. Единствено североизточният край на планината навлиза в окръг Сиеннин, в градската префектура Линфън. Всички те се намират в провинция Шанси. Провинция с подобно име – Шънси, се намира от другата страна на Жълтата река, която формира границата между тези две провинции.